# Fábio Ronaldo
Fábio Ronaldo né le 28 avril 2001 à Vila Nova de Gaia au Portugal, est un footballeur portugais qui évolue au poste d'ailier gauche au Rio Ave FC.

## Biographie

### En club
Né à Vila Nova de Gaia au Portugal, Fábio Ronaldo est notamment formé par le Boavista FC avant de rejoindre le Rio Ave FC. Il fait un court passage d'un an au Sporting CP avant de faire son retour au Rio Ave FC. Ronaldo joue son premier match en professionnel le 15 août 2021, à l'occasion de la deuxième journée de la saison 2021-2022 de deuxième division portugaise face au SC Farense. Il entre en jeu et les deux équipes se neutralisent (1-1 score final). Il signe son premier contrat professionnel avec ce club le 26 août 2021, étant alors lié au Rio Ave jusqu'en juin 2026.
Ronaldo joue son premier match de première division portugaise le 6 août 2022, lors de la première journée de la saison 2022-2023 face au FC Vizela. Il entre en jeu et son équipe s'incline par un but à zéro.

## Palmarès
Rio Ave FC
- Championnat du Portugal de D2 (1) :
  - Champion : 2021-22.